# Petru Marta
Petru Marta (n. 21 septembrie 1952, raionul Fălești, RSS Moldovenească, URSS – d. 21 iulie 2023) a fost un luptător și antrenor moldovean. A fost campion european în 1977 (Bursa) și 1978 (Sofia), medaliat cu bronz la Campionatul Mondial din México din 1978 (categoria 74 kg).

## Biografie
A început să practice luptele libere în 1967. A participat la cinci campionate sovietice. În 1972 a devenit „maestru al sportului” al URSS, iar în 1975, „maestru al sportului” al URSS de clasă internațională. În anii 1977-1980 a fost membru al echipei naționale sovietice. În 1980 și-a încheiat cariera sportivă.

## Rezultate sportive
- Campionatul URSS la lupte libere 1975:
- Lupte libere la Spartakiada de vară a URSS din 1975:
- Campionatul URSS la lupte libere 1976:
- Campionatul European de lupte liberă 1977:
- Campionatul European la lupte liberă 1978:
- Campionatul URSS la lupte libere 1978: